# 普林斯顿法学院
普林斯顿法学院（Princeton Law School）是一所曾经于1847年到1852年存在、由普林斯顿大学建立的法学院。普林斯顿法学院1847年创立时只有3名教授，截止1852年学院关闭也只有7名学生取得了法律学位。法学院相对独立于大学，自筹资金独立运营，后因经费不足自行关闭，大学从来也没有提供过资助。普林斯顿大学创设以来自1820年代开始就多次尝试建立法学院。1852年法学院关闭之后普林斯顿在1935及1974年皆计划再次成立法学院，甚至还考虑过在纽约市购入一所既存的法学院，但由于花费巨大，无疾而终。如今普林斯顿大学是8所常春藤大学里3所没有法学院的学校之一。

## 误会
作为最有名的大学之一，很多人都以为普林斯顿有法学院。在调查法学院排名的问卷中很多律师及法官都曾填写过普林斯顿法学院。纽约大学法学院院长约翰·塞克斯顿在攻击美国法学院排名太过重视声誉时曾经指出，普林斯顿子虚乌有的法学院如果参加排名也可以排到前20。
即便如此，普林斯顿确实会授予作为荣誉学位的法学博士学位。